# Seniorenministerium
Seniorenministerium  nennt man ein Ministerium, das sich speziell um die Anliegen der Senioren kümmert, als Pensionsministerium auch speziell für Angelegenheiten der finanziellen Altersversorgung und Altersvorsorge. Es ist dort zu finden, wo die Überalterungsfrage und der Generationenausgleich vorrangig behandelt werden soll: Etwas umfassender gibt es als Portefeuille, unter Benennungen wie Generationenministerium, Ministerien, die sich auch als Jugendministerium betätigen. 
Sonst befinden sich Seniorenfragen meist an einem allgemeinen Familien-, Sozial- oder auch Gesundheitsministerium.
Ein Sonderfall sind Veteranenministerien, die im Umfeld eines militärischen Ministeriums zu sehen sind.

## Liste
| Land                   | Ministerium | kurz   | Portefeuilles und Anmerkungen ! Minister                                   |                                          |
| ---------------------- | --- | ------ | -------------------------------------------------------------------------- | ---------------------------------------- |
| Australien             | Department of Health and Ageing | DHA    | Gesundheit und Altern                                                      |                                          |
| Dänemark               | Ældreministeriet |        | seit 2019 mit dem Gesundheitsministerium zusammengelegt                    |                                          |
| Deutschland            | Bundesministerium für Familie, Senioren, Frauen und Jugend - Nordrhein-Westfalen: Ministerium für Gesundheit, Emanzipation, Pflege und Alter | BMFSFJ | Familie, Senioren, Frauen und Jugend seit 1986, in wechselnder Kombination | Bundesminister für Senioren              |
| Kanada                 | - Québec: Ministère de la Famille et des Aînés / Ministry of Families and Seniors                                                            | - MFA  | - Ministre de la Famille et des Aînés / Minister of Families and Seniors   |                                          |
| Malta                  | Ministry of Health, the Elderly and Community Care                                                                                           |        | Gesundheit, Senioren, Fürsorge                                             |                                          |
| Vereinigtes Königreich | Department for Work and Pensions | DWP    | Arbeit und Pensionen                                                       | Secretary of State for Work and Pensions |

## Historische Behörden
- Österreich: Bundesministerium für soziale Sicherheit und Generationen – BMSG, 2000, ab 2003 Bundesministerium für soziale Sicherheit, Generationen und Konsumentenschutz – BMSK, 2007 in Bundesministerium für Gesundheit, Familie und Jugend (Gesundheitsministerium) übergeführt